# توني شيفاني
نوا انتوني «توني» شيفاني (/ʃəˈvɒni/ ، shə-VON-ee ؛ ولد 7 نوفمبر 1957) هو مقدم بودكاست أمريكي من اصول ايطالية. وهو مذيع برنامجplay-by-play التابع لـ Gwinnett Stripers التابعة للرابطة الدولية للبيسبول الصغرى، ومعلق اتحاد مايجور ليغ ريسلينغ (MLW). في الماضي، كان مضيفًا للراديو الرياضي ومذيع مصارعة محترفًا معروفًا بعمله في اتحاد ناشونال ريسلينج اليانز (NWA) واتحاد و الاتحاد العالمي للمصارعة (WWF) واتحاد بطولة العالم للمصارعة (WCW). أشار مقال WWE.com لعام 2013: «في ذروة حرب ليلة الإثنين، كان المذيع المخضرم توني شيفاني أمراً حيوياً للمنتج الذي يظهر على شاشة عروض النياترو الخاصة بشركة WCW مثلما كان جيم روس في أوكلاهوما يعلق علي عروض الرو الخاصة باتحاد WWE.» 

## وظيفية البودكاست

### مصارعة المحترفين

#### جيم كروكيت بروموشانس (JCP) (منذ 1983 حتي 1989)
بدء شيفاني إلى جانب ديفيد كروكيت ابتداء من عام 1985 حتى عام 1989 على محطة سوبر ستيشن تي بي إس. استضافوا معًا بطولة NWA's World Championship Wrestling مباشرة أمام جمهور صغير في الاستوديو في أتلانتا. تم بث العرض على TBS يوم السبت صباحًا في تمام الساعة 9 صباحًا وفي مساء يوم السبت في الساعة 6 مساءً، وكان يستخدم كوسيلة للترويج لأحداث NWA المباشرة وتقديم نجومهم إلى جمهور الأمريكي الوطني حيث أن TBS كانت محطة البث التليفزيونية الوطنية الرائدة في ذلك الوقت قبل ان تحل محلها NBC

#### الاتحاد العالمي للمصارعة (منذ 1989 حتي 1990)
تم توقيعه من قِبل فينس مكمان واتحاده WWF لمدة عام واحد من أبريل 1989 إلى أبريل 1990. خلال الفترة التي قضاها مع الشركة، كان الأكثر شهرة لكونه مذيع رئيسي في عروض
من SummerSlam 1989 ورويال رامبل 1990 ، إلى جانب جيسي "ذا بودي " فينتورا. عاد شيفاني بعد ذلك بوقت قصير إلى WCW ، وهو شركة جيم كروكيت بروموشانس (JCP) ولكن أصبحت مملوكة من قبل شركة TBS
التابعة للمليادير تيد تيرنر. بالنسبة لـ WWF ، بخلاف فينتورا غادر شيفاني وعلق علي عروض WCW بجانب بعض معلقي WWF سابقين آخرين بما في ذلك لورد الفريد هايس وغوريلا مونسون وهيلبيلي جيم ورود ترونجارد وبودي " ذا برين " هينان. خلف الكواليس، أنتج توني العديد من مقاطع الفيديو المنزلية التابعة كوليسيوم فيديو كجزء من شبكة WWE بعد الاستحواذ علي WCW.
اعترف شيفاني، الذي ظل على علاقة طيبة مع أسرة مكمان في السنوات التالية بعد سنوات من دبليو دبليو اف بأنه كان أكبر خطأ في ارتكبه في حياته المهنية، وأنه طلب من مكمان إعادة لوظيفته بمجرد معرفته بما فعلته شركة تيرنر برودكاستينج لشركة جيم كروكيت بروموشانس (JCP) عندما استحوذت عليها. رفض مكمان طلبه، حتى لا يضطر شيفاني إلى نقل أسرته الصغيرة مرة أخرى، ولكنه كان يأمل في ان يعود للعمل معه في المستقبل.

#### بطولة العالم للمصارعة (منذ 1990 حتي 2001)
أصبح شيفاني المعلق الرئيسي لبرنامج الرائد اتحاد دبليو سي دبليو، مونداي نايت نايترو . كما عمل مذيعًا رئيسيًا في البرنامج الثانوي ثاندر ، حيث كان يعمل إلى جانب مايك تيناي وبوبي هاينان ولاري زبيزكو، وبعد ذلك مع مارك مادن وسكوت هدسون. قبل إنشاء عروض نيترو و ثاندر ، استضاف شيفاني برامج اخري مثل WCW Saturday Night و WCW WorldWide . لقد ظهر في الفيلم ريدي تو رامبل . عندما تم شراء أصول WCW الرئيسية من قبل الاتحاد العالمي للمصارعة (WWF الآن WWE) في عام 2001، WWE قاموا بتسريحه.
خلال فترة عمله مع WCW ، اكتسب شيفاني شهرة لأسلوبه الإعلاني المتميز، حيث صرح أن العديد من البودكاست ان عروض نايترو «أعظم»، أو «الأكثر تفجراً»، بث تلفيزيوني «في تاريخ رياضتنا». ومع ذلك، عندما تكررت هذه المبالغة على أساس أسبوعي طوال فترة حروب ليلة الاثنين، فقدت هذه العبارة المعنى. صرح شيفاني أنها كانت الحقيقة كاملة وأن كل من ذكر خلاف ذلك هو احمق وهو أسوأ نوع من المعجبين. يدعي أنه كان مرتاحًا جدًا لترويج والمبالغة المستمرة لمنتج WCW وقال إن كل ليلة عروضنا تتصدر باستمرار، وبالتالي أصبحت ليلة الاثنين أعظم ليلة في تاريخ رياضتنا.

##### حادث ميك فولي العرضي
وقعت حادثة سيئة السمعة تتعلق بشيفاني في 4 يناير 1999، <i id="mwSQ">نيترو</i> . كان نيترو يبث على الهواء مباشرة ضد عرض الرو علي شبكة يو اس ايه نتورك وكان من المقرر أن يشهد مباراة إعادة بين بطل العالم للوزن الثقيل كيفن ناش والبطل السابق بيل جولدبرج، حيث كان ناش قد أنهى سلسلة جولدبرج غير المهزومة وأخذ لقبه تحت الكثير من الملابسات والجدال. كانت حلقة النيترو تلك أيضًا أول ظهور لـ هولك "هوليود" هوجان منذ الإعلان عن «تقاعده» من المصارعة الاحترافية في إصدار عيد الشكر لعام 1998 من برنامج The Tonight Show مع جاي لايون. في هذه الأثناء، كان من المقرر أن يصارع في عرض رو مع ميك فولي، الذي كان يصارع في بشخصية مانكيند في ذلك الوقت، وكان قد سبق له أن شارك في بطولة WCW في دور كاكتاس جاك، وفاز بأول بطولة دبليو دبليو اف له في مباراة ضد ذا روك. ومع ذلك، في الوقت الذي تم فيه تسجيل رو أثناء بث نايترو، كان إداري WCW والمنتج التنفيذي إريك بيشوف يعملون علي تسريب نتائج الرو لإفساد حلقات Raw المسجلة مسبقًا، وذلك عن طريق إخبار جمهور WCW بنتائج برنامج Raw ، وعدم إعطاء أسباب للمشجعين لتغيير القناة.
وفقًا لـ Foley ، الذي كتب عن الحادثة في الفصل الأول من كتابه
Foley Is Good and the Real World is Faker than Wrestling كانت هذه ليلة محورية بالنسبة لـ WCW لأن الناس يعتقدون أن WCW ، التي سجلت سلسلة من 84 انتصار على التوالي في فترة حروب ليلة الاثنين في أبريل 1998 ولم يكن لها سوى ثمانية انتصارات وجهاً لوجه بعد ذلك، من شأنها أن تعيد التصنيفات إلى الوراء وربما تأخذ زمام المبادرة في حروب ليلة الاثنين. أثناء العرض، أفسد شيفاني نتيجة الحدث الرئيسي لراو بقوله إن فولي، كاكتوس جاك، سيفوز، ملاحظًا باستهزاء «سيضع هذا بعض المقاعد في المقاعد».
كان فولي منزعجًا حقًا مما سمعه واتصل بشيفاني للتحدث عنه. عندما استدعى شيفاني فولي، أخبر فولي أن بيشوف أمر بالكشف عن فوزه بلقبه على الهواء. مع ذلك، جاءت بنتائج عكسية على بيشوف. بعد فترة وجيزة تقريبًا من إفساد شيفاني نيجة فوز فولي باللقب، تحولت 600000 أسرة من مشاهدة عروض نايترو إلى الي مشاهدة الرو ، لمشاهدة فوز Foley باللقب. كان هذا كافياً لإعطاء دبليو دبليو اف الفوز في التصنيف خلال الليلة، حيث حصل على 5.7 تقييم نهائي إلى نايترو 5.0. لم تشهد تصنيفات WCW أبدًا أكثر من 5.0 نقاط وجهاً لوجه مع رو مجددًا وهبط تصنيف Nitro أقل من 5.0 وبحلول نهاية العام كان يكافح من أجل البقاء فوق 3.0.

#### اتحاد توتال نون ستوب اكشن (2003)
في عام 2003، ظهر شيفاني في NWA: Total Nonstop Action (NWA: TNA ، لاحقًا تي ان ايه) خلال إحدى عروض البي بي في
الأسبوعية. توقف شيفاني مقابلة مع جولدي لوكس وبيرسي برينغل، وشرع لعمل المقابلات
التي فيها اهان كل منهما. مايك تيناي، المذيع الرئيسي في TNA وزميل شيفاني في شركة WCW، ثم دخل الحلبة ودخل الاثنان في جدال حول حياتهم المهنية وما حدث خلال الأيام الأخيرة مع اتحادهم السابق حيث فقد الرجلان وظائفهما. انتهى العرض الترويجي عندما دخل فينس روسو الحلبة ووعد شيفاني بعمل معه. ومع ذلك، لم يحدث أي شيء على الإطلاق لأن شيفاني
لم يظهر ولا مرة اخري في اتحاد TNA .

#### اتحاد مايجور ليغ ريسلينغ (منذ 2017 حتي الاّن)
في 5 أكتوبر 2017، عاد شيفاني إلى المصارعة الاحترافية في الحدث الافتتاحي لبطولة ماجور ليغ ريسلينغ (MLW). في العرض، قدم شيفاني تعليقاً لمباريات الحدث. واصل منذ ذلك الحين تقديم أعماله للتعليق لبرنامج MLW التلفزيوني، ام ال دبليو فيوجين .

### البيسبول
بعد المصارعة، أصبحت شيفاني المذيع الرياضي الصباحي لكل من WDUN في جاكسونفيل و WSB-AM في أتلانتا في وقت واحد، على الرغم من أن المحطتين لهما مالكين مختلفين (WDUN لها شراكة مع Cox Communications ، التي تملك WSB-TV WSB-AM.
قام شيفاني أيضًا بتقديم تقارير رياضية صباحية لمحطات Cox الشقيقة WHIO AM / FM في دايتون ، أوهايو. بالإضافة إلى ذلك، شيفاني هو كاتب لشبكة راديو جورجيا بولدوجس وأنتج Best of the Bulldogs ، الذي فاز بجائزة AP لأفضل برنامج رياضي في عام 2004.
بعد بضع سنوات من العمل عام مع the Braves system بما في ذلك التغطية الإذاعية لما pre-game and post-game ، وأيضًا تحديد موقع الواجب باعتباره هدافًا رسميًا للألعاب، عاد شيفاني الي تقديم البودكاست على الراديو عندما بدأ Gwinnett Braves لأول مرة الموسم في لورنسفيل ، جورجيا بصفته تابعا لأتلانتا على AAA-level affiliate لموسم 2009-10.

### كرة القدم الأمريكية
إلى جانب كونه كاتبًا لشبكة Radio Georgia Bulldogs Radio Network ، عمل شيفاني
أيضًا في أحد البرامج الحوارية post game talk shows على شبكة راديو Georgia Bulldogs للألعاب المنزلية والخارجية إلى جانب لاعب خط الوسط السابق لجامعة جورجيا ديفيد غرين.

## وظيفة تقديم البودكاست
في 30 يناير 2017، بدأ شيفاني باستضافة بودكاست تحت اسم What Happened When مع زميله المشارك كونراد تومبسون على راديو ام ال دبليو لمناقشة قصص من فترة
شيفاني مع جيم كروكيت بروموشانس (JCP)
، وقته في اتحاد WWF , WCW. شارك شيفاني أيضًا في استضافة برنامج "Pro Wrestling Wednesday" مع مشجع المصارعة بو لو بلونك Beau Le Blanc
لـشبكة WZGC FM 92.9 The Game في أتلانتا، محطة يعمل فيها غالبًا على ملء تحديثات الألعاب الرياضية.

## البطولات والإنجازات
- ريسلينغ ادسيرفير نيوسلاتير
  - المذيع التليفزيوني الأسوأ (1999، 2000) [13]

## روابط خارجية
- توني شيفاني على موقع IMDb (الإنجليزية)
- توني شيفاني على موقع قاعدة بيانات الفيلم (الإنجليزية)
- توني شيفاني في قاعدة بيانات الأفلام على الإنترنت
- tonyschiavone24على تويتر.